# Bratislav Ristić
Bratislav Ristić (serbisch-kyrillisch Братислав Ристић; * 1. April 1954 in Prokuplje) ist ein ehemaliger jugoslawischer Boxer im Federgewicht. Er wurde 1975 Vize-Europameister, nahm 1976 an den Olympischen Spielen teil und wurde 1978 Vize-Weltmeister.

## Boxkarriere
Ristić begann 1962 beim BK Topličanin mit dem Boxsport und wurde vor allem von Vlasimira Stanišića und Bruno Hrastinski trainiert. Er wurde 1971 Jugoslawischer Juniorenmeister im Bantamgewicht, sowie 1975, 1976 und 1977 jeweils Jugoslawischer Meister der Erwachsenen im Federgewicht. Darüber hinaus gewann er 1976 die Goldmedaille im Federgewicht bei der Balkanmeisterschaft in Zagreb, sowie eine Bronzemedaille im Federgewicht bei den Mittelmeerspielen 1979 in Split.
Bei der Europameisterschaft 1975 in Katowice wurde er nach einer Finalniederlage im Federgewicht gegen Tibor Badari Vizeeuropameister und konnte bei der Weltmeisterschaft 1978 in Belgrad den Vizeweltmeistertitel im Federgewicht erkämpfen, nachdem er erst im Finale gegen Ángel Herrera unterlegen war. Zuvor hatte er Marino Radman, Eiichi Jumawan, Wiktor Rybakow und Antonio Esparragoza bezwungen.
Mit diesem Erfolg konnte er an den Olympischen Spielen 1976 in Montreal teilnehmen und erreichte einen 5. Platz im Federgewicht, als er nach zwei Siegen, im Viertelfinale gegen Leszek Kosedowski ausgeschieden war.
Er beendete seine Karriere nach 536 Kämpfen mit 501 Siegen, 27 Niederlagen und 8 Unentschieden.